# Ciudades Confederadas del Valle del Cauca
Las Ciudades Confederadas del Valle del Cauca, o Seis Ciudades Amigas del Valle del Cauca, fue una confederación conformada por los cabildos de las ciudades de Anserma (Ansermanuevo), Buga, Cali, Caloto, Cartago y Toro; se agregaron posteriormente Iscuandé y Popayán. El territorio de la Confederación comprendía la parte norte de la provincia de Popayán, es decir, los actuales departamentos colombianos de Valle del Cauca, Quindío, Risaralda y el norte del Cauca.

## Historia

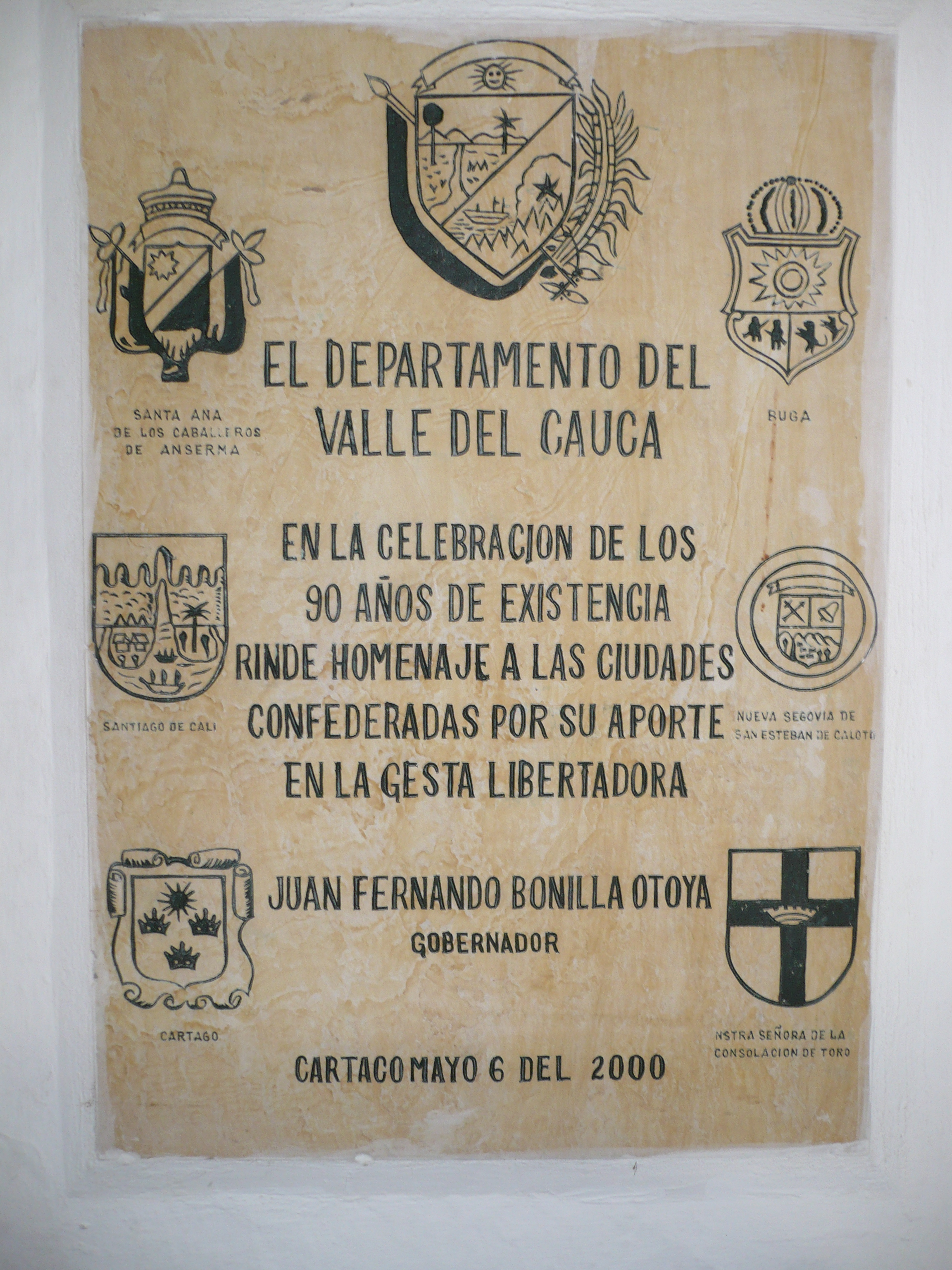
Placa de homenaje a las Ciudades Confederadas, en la casa del Virrey, en Cartago.

Entre 1807 y 1808 las tropas francesas al mando de Napoleón Bonaparte invadieron a España y este nombró rey a su propio hermano José Bonaparte como regente de dicho reino. Es así como España vivió su propia guerra de independencia contra Francia entre 1808 y 1814, momento que aprovecharon sus colonias para reclamar su derecho a ejercer un autogobierno.
A raíz de tales acontecimientos la Junta Suprema de Bogotá envió emisarios a todas las provincias para provocar levantamientos parecidos al de la capital. Los criollos vallecaucanos, liderados por Joaquín de Cayzedo, decidieron entonces aprestarse para la defensa y organizarse militarmente, para lo cual varios comisionados de Cali fueron a las distintas ciudades del valle y como resultado de esta labor, se instaló en la ciudad de Palmira la Junta de las Ciudades Amigas con los delegados de Santa Ana de los Caballeros de Anserma, Guadalajara de Buga, San Estéban de Caloto, Nueva Cartago, Nuestra Señora de la Consolación de Toro y Santiago de Cali el 1 de febrero de 1811 con el fin de redactar la Constitución. A finales de 1811 se agregaron Popayán, Almaguer e Iscuandé a la Junta.
Firmaron el acta de confederación José María Cabal por Caloto, Joaquín Fernández de Soto por Buga, Fray José Joaquín Meléndez por Cartago, José María Cuero por Anserma, Fray José Joaquín Escobar por Toro y Joaquín de Caycedo y Cuero por Cali, además de Jerónimo Escobar, Francisco Cabal, José Fernández de Córdoba, Ignacio Mateus Polanco, José María Mallarino, Domingo Pérez de Montoya, Juan Ignacio Montalvo, José Alomía, Gregorio Camacho, Fray Hipólito Garzón, Fray Pedro de Herrera, Fray Manuel Palacio, Cristóbal de Caicedo, Francisco de Perea, Nicolás del Campo, Juan Antonio de Dorronsoro, Martín Guerra, José Joaquín Vélez, Nicolás Ospina, Francisco Fernández de Córdoba, José Borrero, José Antonio Borrero y Francisco Molina Rendón.
La Junta, a pesar de ser realista, creó su propio ejército, se organizó como gobierno y se ocupó de la hacienda pública; una de las primeras acciones del ejército vallecaucano fue suprimir el levantamiento libertario de los esclavos de Raposo en abril de 1811. El principal objetivo de este gobierno era obtener autonomía respecto a Popayán y tener los mismos derechos que los peninsulares. Ante tal situación el dirigente de la Junta de Popayán, Miguel Tacón y Rosique, envió contra el Valle una fuerza expedicionaria para regresarla a los dominios payaneses; sin embargo la Confederación había solicitado antes ayuda al Estado Libre de Cundinamarca que envió una pequeña fuerza al mando del coronel Antonio Baraya. Ambas fuerzas se enfrentaron en la batalla del Bajo Palacé del 28 de marzo de 1811 resultando victoriosas las fuerzas confederadas, y Popayán fue ocupada el 1 de abril. La Junta entonces se instaló allí el 21 de junio y se nombró como gobernador a Manuel Santiago Vallecilla. A partir de este momento la Junta Confederada desconoce las cortes de Cádiz y se alía con las Provincias Unidas de la Nueva Granada.
A finales de 1811 la Confederación se lanza en la conquista de Pasto, sin resultados; esta campaña se volvió a intentar en 1812 con la conquista de esta ciudad en enero. Los realista vuelven a tomar Pasto el 21 de mayo de 1812. Todo esto desembocó en la campaña de Nariño en el sur por la reconquista patriota de estos territorios, que terminó con la derrota de estos y el encarcelamiento de Antonio Nariño. A raíz de la avanza realista desde el sur la capitalidad de la Confederación fue traslada varias veces, hasta la caída de Popayán el 9 de julio de 1815.